# 압바스 이븐 압둘 무탈립

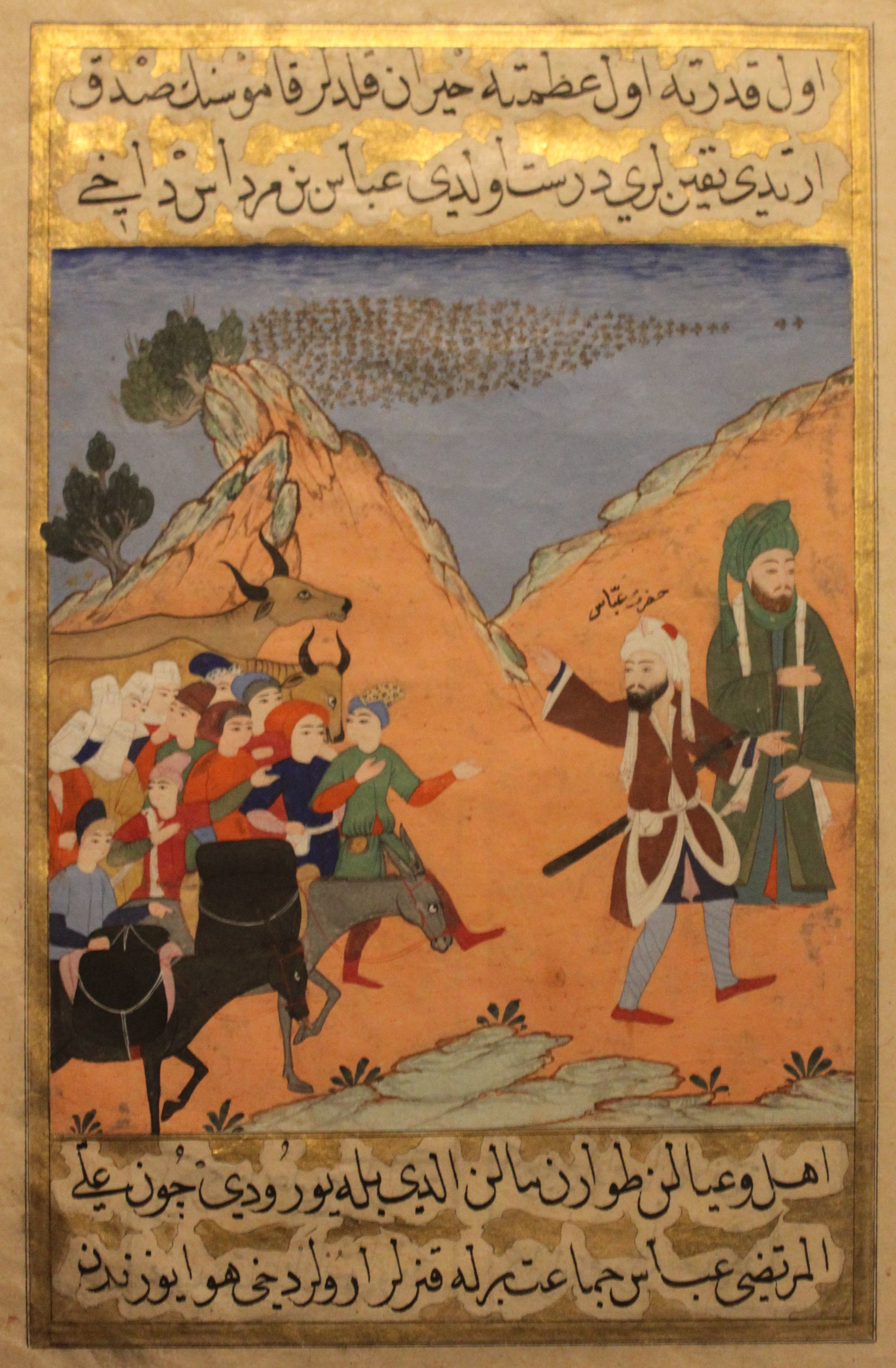

압바스 이븐 압둘 무탈립(Al-Abbas ibn Abd al-Muttalib, 아랍어: ٱلْعَبَّاسُ بْنُ عَبْدِ ٱلْمُطَّلِبِ, 로마자: al-ʿAbbās ibn ʿAbd al-Muṭṭalib; c. 567–653 CE )은 부계 삼촌이자 무함마드의 사하바(동반자)로 조카보다 불과 세 살 위였다. 부유한 상인인 그는 이슬람 초기에 메카에 있는 동안 무함마드를 보호했지만 CE 624년(2 AH)의 바드르 전투 후에야 개종자가 되었다. 그의 후손들은 750년 아바스 왕조를 세웠다.

## 초년
기원 565년경에 태어난 압바스는 압드 알-무탈립의 어린 아들 중 한 명이었다. 그의 어머니는 나미르(Namir) 부족의 누타일라 빈트 자나브(Nutayla bint Janab)이었다. 아버지가 돌아가신 후 그는 잠잠 우물과 순례자들에게 물을 나누어 주는 일을 맡게 되었다. 그는 메카에서 향신료 상인이 되었고 그 무역으로 인해 부자가 되었다.

## 같이 보기
- 사하바
- 헤자즈
- 무함마드